# Hamaticherus
Hamaticherus is een kevergeslacht uit de familie van de boktorren (Cerambycidae). De wetenschappelijke naam van het geslacht werd voor het eerst geldig gepubliceerd in 1834 door Audinet-Serville.

## Soorten
Hamaticherus is monotypisch en omvat slechts de volgende soort:
- Hamaticherus bellator Audinet-Serville, 1834